# Otterbach (Verbandsgemeinde)
Otterbach est une Verbandsgemeinde (collectivité territoriale) de l'arrondissement de Kaiserslautern dans la Rhénanie-Palatinat en Allemagne. Le siège de cette Verbandsgemeinde est dans la ville de Otterbach.
La Verbandsgemeinde de Otterbach consiste en cette liste d'Ortsgemeinden (municipalités locales) :

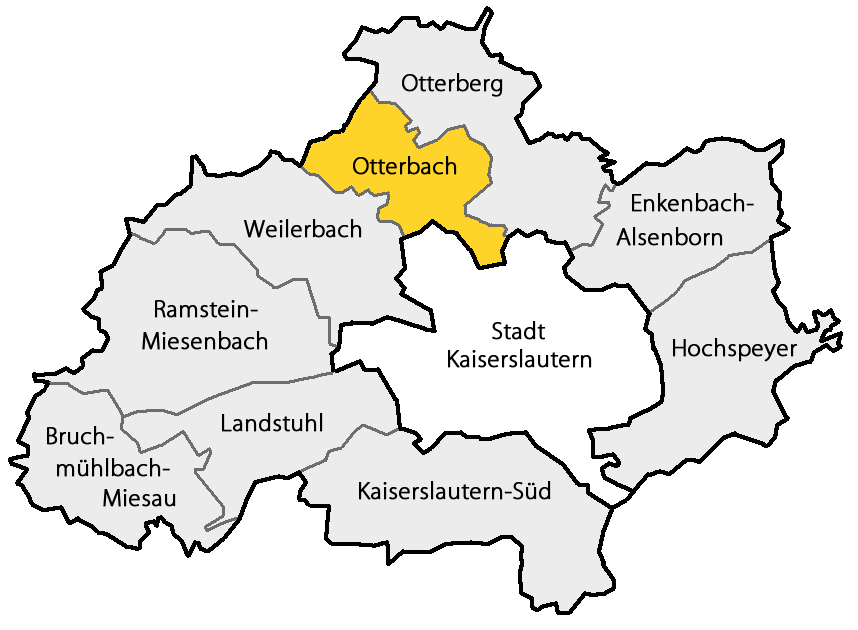
Localisation de la Verbandsgemeinde de Otterbach dans l'arrondissement de Kaiserslautern

1. Frankelbach
2. Hirschhorn/Pfalz
3. Katzweiler
4. Mehlbach
5. Olsbrücken
6. Otterbach
7. Sulzbachtal